# Трек I
Трек I — первый студийный альбом свердловской рок-группы Трек, выпущенный в 1980 году как магнитоальбом. В 1996 году вошёл в состав официального двухдискового переиздания наследия группы — «Три альбома», изданного фирмой звукозаписи «En Face Tutti Records» (номер по каталогу ETR 013).

## Об альбоме
Все композиции были отрепетированы осенью 1980 года и записаны в первые две недели декабря, кроме двух композиций зафиксированных ранее:

 …В записи «Честного парня» и "Песни «Любви» участвовали Александр Пантыкин — вокал, рояль, и Иван Савицкий — барабаны. Эти две композиции записывались летом 1980 года, когда группа Сонанс, членами которой все мы были, начала распадаться, на её месте подспудно оформлялись «Урфин Джюс» и «Трек»… Обе песни дополнили Трек I, записанный позже в декабре 1980 года.— М. Перов. Из аннотации к сборнику «Трек. Лучшие песни 1980 - 1983»
Песни «Безобидный сон», «Биография» и «Рациональное удовольствие», помимо других авторских композиций, вошли позднее в планирующуюся концептуальную программу «Некоторые вопросы, волнующие нас» (1983—1984), которая должна была исполняться совместно музыкантами «Трека» и группы «Урфин Джюс».
Для альбома также готовилась песня «Всегда готов свернуть», но в окончательную редакцию она так и не вошла по той причине, что не подошла под общую концепцию альбома.

## Список композиций
Все тексты написаны Аркадий Застырец, кроме "Песня «Любви» (А. Балашов), вся музыка написана Андрей Балашов, кроме указанных.
| №  | Название                    | Музыка                 | Длительность |
| -- | --------------------------- | ---------------------- | ------------ |
| 1. | «Безобидный сон»            |                        | 2:44         |
| 2. | «Честный парень»            | И. Скрипкарь, М. Перов | 4:58         |
| 3. | «Может быть хватит?»        |                        | 7:34         |
| 4. | «Биография»                 |                        | 4:00         |
| 5. | «Песня «Любви»              |                        | 5:21         |
| 6. | «Рациональное удовольствие» |                        | 3:35         |
| 7. | «Рок-н-ролл»                | А. Балашов, А. Полева  | 5:20         |

## Участники записи
Трек:
- Андрей Балашов — вокал, фортепиано
- Михаил Перов — гитара, вокал (2)
- Игорь Скрипкарь — бас-гитара, вокал
- Евгений Димов — ударные (кроме 2,5)
- Настя Полева — вокал (5,7)

На момент выхода записи участники рок-группы «Урфин Джюс»:
- Александр Пантыкин — фортепиано (5), вокал (2,5)
- Иван Савицкий — ударные (2,5)

Технический персонал
- Звукорежиссёр: Александр «Полковник» Гноевых